# Başpınar, Kemaliye
Başpınar là một xã thuộc huyện Kemaliye, tỉnh Erzincan, Thổ Nhĩ Kỳ.